# III.
A III. a Stereochrist harmadik albuma. 2010. június 1-jén jelent meg a Nail Records és a Psychedoomelic Records közös kiadványaként.

## Számok listája
Az összes dal szerzője Stereochrist. 
|     | Cím                             | Hossz |
| --- | ------------------------------- | ----- |
| 1.  | Double Dealer                   | 5:01  |
| 2.  | The Long Hard Mile              | 4:05  |
| 3.  | Deal With or Do Without         | 3:59  |
| 4.  | When You Climb up the Ladder    | 4:08  |
| 5.  | 941028                          | 1:26  |
| 6.  | A Shipload to Tricks to Forfeit | 4:15  |
| 7.  | Unified Theory                  | 5:03  |
| 8.  | Queen of Octopy                 | 3:57  |
| 9.  | Shallowman                      | 4:33  |
| 10. | Soul Squeezer                   | 6:46  |

## Közreműködők
Felföldi Péter - ének
 Hegyi Kolos - gitár
 Megyesi Balázs - basszusgitár
 Binder Gáspár - dob